# 土岐市立濃南中学校
土岐市立濃南中学校（ときしりつ のうなんちゅうがっこう）は、岐阜県土岐市にある公立中学校。
土岐市立濃南小学校と小中一貫教育（併設型）を行なっている。

## 沿革
- 1947年（昭和22年）4月 - 
  - 土岐郡鶴里村に鶴里村立鶴里中学校が開校。鶴里小学校の校舎の一部を仮校舎とする。
  - 土岐郡曽木村に曽木村立曽木中学校が開校。曽木小学校の校舎の一部を仮校舎とする。
- 1949年（昭和24年）
  - 　2月 - 曽木村と鶴里村との学校組合が設立される。
  - 4月 - 曽木中学校と鶴里中学校を統合し、曽木・鶴里組合立濃南中学校となる[注釈 2]。
- 1950年（昭和25年） - 現在地に統合校舎を新築。
- 1955年（昭和30年）2月1日 - 泉町、駄知町、下石町、妻木町、土岐津町、肥田村、曽木村、鶴里村が合併し土岐市が発足。同時に土岐市立濃南中学校に改称する。
- 1988年（昭和63年） - 校舎（鉄筋コンクリート造）が完成。
- 2014年（平成26年） - 濃南中学校のグランドに濃南小学校校舎を建設するため、市営濃南グラウンドが土岐市から濃南中学校へ移譲される[1]。
- 2018年（平成30年） - 濃南小学校との小中連携教育を開始。
- 2020年（令和2年） - 濃南小学校との小中一貫教育（併設型）を開始。

## 通学区域[2]
- 曽木町
- 鶴里町

## 進学前小学校
- 濃南小学校

## 周辺
- 国道363号